# Jules Didier
Jules Didier, né le 26 mai 1831 à Paris, où il est mort dans le 15e arrondissement le 23 avril 1914, est un peintre et lithographe français.

## Biographie
Jules Didier entre à l'École des beaux-arts de Paris le 8 avril 1852 dans les ateliers de Léon Cogniet et de Jules Laurens. Il obtient le prix de Rome dans la catégorie paysage historique en 1857 pour le tableau Jésus et la Samaritaine.
Jules Didier expose au Salon de Paris à partir de 1853 et remporte des médailles en 1866 et 1869.
En 1871, il participe à la conception de la suite Binant.

## Œuvres exposées au Salon
- Le lithographe, étude, Salon de 1853
- Portrait de M. J. L., Salon de 1855
- Une rue de Marlotte (Seine-et-Marne), Salon de 1857
- Halte chez les nègres du Soudan oriental, dans la région des sources du Nil, Salon de 1857
- Ravageot, Salon de 1857
- Horace, enfant, égaré dans la campagne et retrouvé par les bergers, Salon de 1863
- Une défaite, Salon de 1863
- Bois sacré, Salon de 1863
- Troupeau de bœufs romains passant un gué dans la campagne de Rome, Salon de 1864
- La Trida, battage du blé dans la campagne de Rome, près du mont Soracte, Salon de 1865
- Bord du lac Trasimène (Italie), Salon de 1866
- Labourage sur les ruines d'Ostie, campagne de Rome[3], Salon de 1866, réexposé en 1867, musée d'art moderne et contemporain de Strasbourg.

## Autre œuvre
- (en collaboration avec Jacques Guiaud) : Départ de Gambetta pour Tours sur "l'Armand-Barbès", le 7 octobre 1870, de la Place Saint-Pierre à Montmartre (musée Carnavalet)[4]

## Élèves
- Lucien Simon